# Rapala nebulifer
Rapala nebulifer är en fjärilsart som beskrevs av Adalbert Seitz 1910. Rapala nebulifer ingår i släktet Rapala och familjen juvelvingar. Inga underarter finns listade.